# فردریک هارت
فردریک الیوت هارت (به انگلیسی: Frederick Elliott Hart) (زادهٔ ۳ نوامبر ۱۹۴۳ – درگذشتهٔ ۱۳ اوت ۱۹۹۹) مجسمه‌ساز آمریکایی بود. اکس نیهیلو که پیکره‌هایی در مورد اسطوره آفرینش است و در کلیسای ملی واشینگتن قرار گرفته و پیکره سه سرباز که در یادبود کهنه‌سربازان ویتنام در شهر واشینگن نصب شده معروفترین آثار او هستند.